# 4-吡喃酮
4-吡喃酮（γ-吡喃酮或吡喃-4-酮）是一种不饱和环状化合物，分子式为C5H4O2。它和2-吡喃酮是同分异构体。

## 制备
4-吡喃酮可以由白屈菜酸的热脱羧反应制备。

## 反应
在质子溶剂中，4-吡喃酮及其衍生物可以与胺反应生成4-吡啶酮。

## 衍生物
4-吡喃酮是几种天然化合物的中心，包括麦芽酚和麴酸，以及重要的黄酮类化合物。

麦芽酚
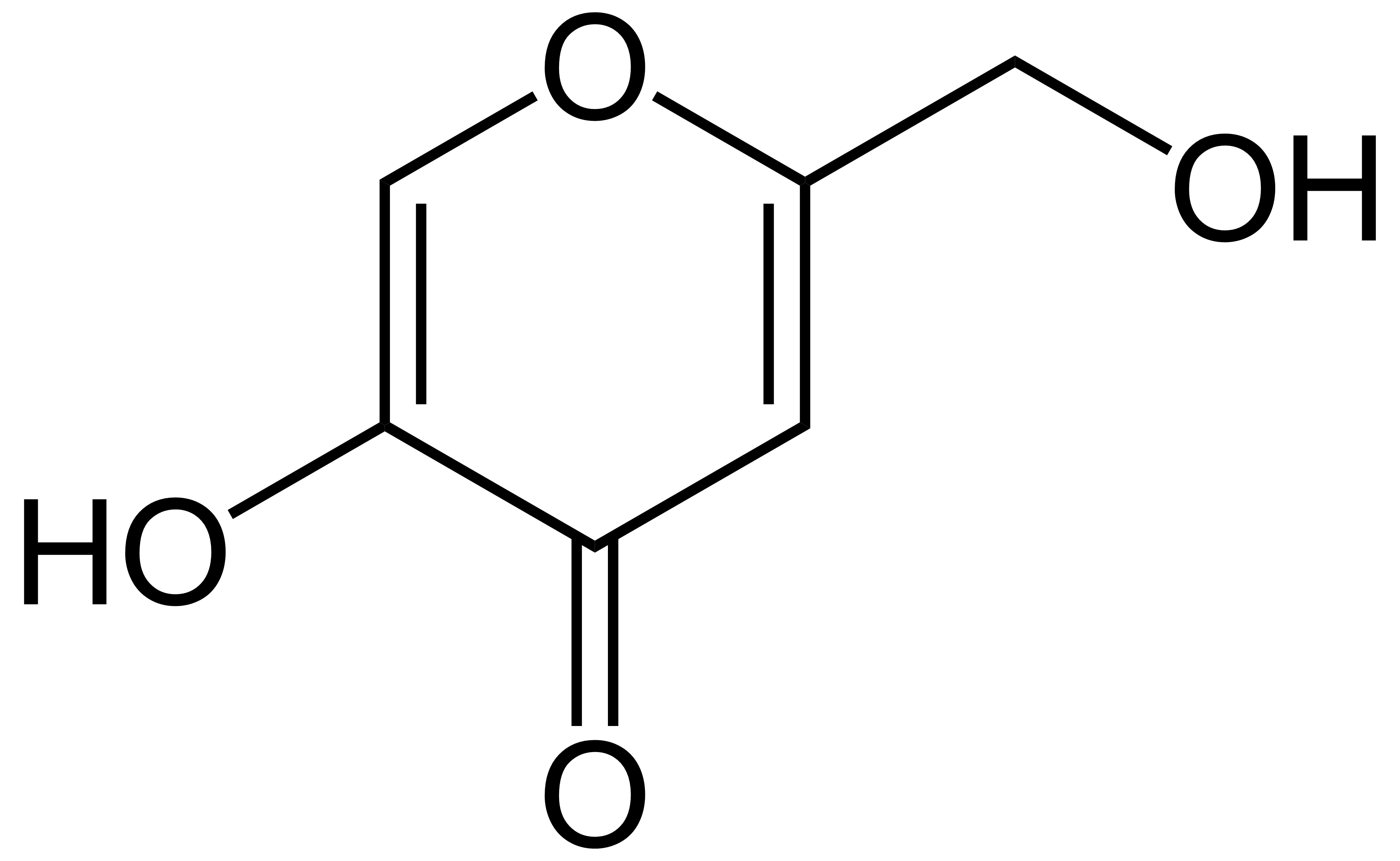
麴酸